# Victory Museum
Het Victory Museum (soms ook wel Bevrijdingsmuseum genoemd) is een museum over de Canadese en Poolse troepen die Noord-Nederland hebben bevrijd van de Duitsers. 

Het is samen met twee andere musea (de Museumdrukkerij en het LEGiO museum) sinds 2018 gevestigd aan het Museumplein in het Groningse dorp Grootegast.
Het museum is een initiatief van Heiko Ates, die vanaf 1980 oude legervoertuigen begon te herstellen. In de loop der tijd namen deze ook deel aan verschillende parades. In 1995 volgde een semi-permanente opstelling in een daarvoor gebouwde loods aan de Beckerweg in Groningen. 
 
Daarop groeide de verzameling met uniformen, wapens en andersoortige gebruiksvoorwerpen uit het leger. Ook zijn er gevechtsvoertuigen ondergebracht die in geen enkel ander museum in Nederland te zien zijn: onder andere vliegtuigen, tanks en diverse soorten vrachtwagens.
In 2002 werd de verzameling vanwege de historische waarde ondergebracht in de Stichting Museum Canadian Allied Forces 1940-1945. Omdat de behuizing aan de Beckerweg te klein werd liet de stichting in 2008 haar oog vallen op een al jaren leegstaand gemeentelijk pand aan de nabijgelegen Ulgersmaweg in Groningen, dat na onderhandelingen met de gemeente ter beschikking werd gesteld. Op 5 mei (bevrijdingsdag) 2010 werd het vernieuwde museum aldaar officieel geopend door de toenmalige Groningse burgemeester Peter Rehwinkel.
In 2018 heropende het museum onder de nieuwe naam in Grootegast.